# Wybory do Parlamentu Europejskiego w Holandii w 1984 roku
Wybory do Parlamentu Europejskiego w Holandii w 1984 roku zostały przeprowadzone 14 czerwca 1984 r. Holendrzy wybrali swoich 25 przedstawicieli  do Parlamentu Europejskiego. Frekwencja wyborcza wyniosła 50,88%.

## Wyniki wyborów
| Lista wyborcza                               | Głosy     | %     | Mandaty | Zmiana |
| -------------------------------------------- | --------- | ----- | ------- | ------ |
| Partia Pracy                                 | 1 785 165 | 33,70 | 9       | -      |
| Apel Chrześcijańsko-Demokratyczny            | 1 590 218 | 30,02 | 8       | -2     |
| Partia Ludowa na rzecz Wolności i Demokracji | 1 002 685 | 18,93 | 5       | +1     |
| CPN-GNP-PPR-PSP                              | 296 488   | 5,60  | 2       | +2     |
| SGP-GPV-RPF                                  | 275 786   | 5,21  | 1       | +1     |
| Demokraci 66                                 | 120 826   | 2,28  | 0       | -4     |
| Europese Groenen                             | 67 413    | 1,27  | 0       | -      |
| God Met Ons                                  | 23 291    | 0,44  | 0       | -      |
| Głosy nieważne i puste                       | 37 833    | 0,71  | 0       | -      |
| Razem                                        | 5 334 582 | 100   | 25      | -      |